# Imrich Stacho
Imrich Stacho (Trnava, 4 de novembro de 1931 - 10 de janeiro de 2006) foi um futebolista eslovaco que atuava como goleiro.

## Carreira
Stacho jogou pelo Spartak Trnava de 1947 a 1966.

## Seleção
Ele jogou 23 vezes pela Seleção da Tchecoslováquia e marcou um gol de pênalti em uma partida contra a Irlanda. Participou das Copas do Mundo de 1954 e 1958.

### Gols pela Seleção Tchecoslovaca
| # | Data       | Local | Oponente | Placar | Resultado Final | Competição                        |
| - | ---------- | ----- | -------- | ------ | --------------- | --------------------------------- |
| 1 | 10/05/1959 |       | Irlanda  |        | 4-0             | Eliminatórias da Eurocopa de 1960 |